# Daniel Bruun
Peter Daniel Bruun (født 27. januar 1856 på Asmild Kloster, død 22. september 1931 på Bispebjerg Hospital) var en dansk officer, opdagelsesrejsende, arkæolog og forfatter.

## Barndom og ungdom
Daniel Bruun voksede op på herregården Asmildkloster ved Viborg som søn af godsejer Gottlieb Bruun og hustru Nicoline Buchwaldt og som sønnesøn af politikeren Peter Daniel Bruun og dattersøn af S.A.M. Buchwaldt. Bruun var fra barns ben en urolig sjæl. Dette gav sig bl.a. udtryk i betydelige vanskeligheder med skolegangen på Viborg Latinskole, som han i 1871 forlod uden afsluttende eksamen. I de følgende år var han i en periode til søs og fik desuden indhentet noget af den manglende skoleuddannelse.

## Officer
I 1877 blev Bruun rekrut ved 8. Bataljon i Viborg med henblik på en officersuddannelse. Han blev udnævnt til sekondløjtnant i 1879, men herefter gik det dårligt med den militære uddannelse, og han måtte opgive at blive udnævnt til premierløjtnant.
I 1882 meldte han sig til den franske fremmedlegion som menig. Han blev hurtigt udnævnt til korporal og deltog i kampe i Algeriet og skrev herom bogen Algier og Sahara (1893), men allerede efter ni måneders tjeneste forlod han legionen og vendte tilbage til Danmark, hvor han ekstraordinært fik lov til igen at gå op til premierløjtnantseksamen, som han denne gang bestod.
I 1886 blev Bruun efter eget ønske overflyttet til en stilling som detachementschef i det nyoprettede estrupske gendarmerikorps, de såkaldte blå gendarmer. Her var han indtil korpset blev nedlagt i 1894. Bruun blev udnævnt til kaptajn i forstærkningen 1898, overgik til reserven 1910 og blev afskediget på grund af alder 1913. Ved udbruddet af 1. verdenskrig kom han igen i aktiv tjeneste som officer ved Sikringsstyrken. I 1920 var han politipræfekt ved den internationale kommission til overvågning af folkeafstemningerne i Nord- og Mellemslesvig. Han afgik fra stillingen før tiden på grund af uenighed med kommissionens medlemmer om opgavefordelingen mellem politi og militær.

## Arkæolog
Bruun fik tidligt interesse for arkæologien, og til trods for, at han aldrig fik nogen arkæologisk uddannelse, kom han til at yde en betydelig indsats på dette fagområde. Mens han var officer i gendarmerikorpset med station i Hobro, deltog han i Nationalmuseets arbejde med at opmåle, registrere og fredlyse fortidsmindesmærker, herunder voldstedet ved Fyrkat Mølle, som i 1950'erne blev udgravet og viste sig at være en af Harald Blåtands vikingeborge fra år 980 e. Kr. Da Gundestrupkarret i 1891 blev fundet i en mose i Himmerland var det Bruun, som sammen med hustruen dengang havde bopæl i Vestegade 27 i Hobro, der underrettede Nationalmuseet om det enestående fund og bragte karrets dele til København.
Hans største indsats inden for arkæologien blev imidlertid de registreringer, opmålinger og udgravninger af nordboernes bopladser i Grønland, som han gennemførte under to ekspeditioner i hhv. 1894 og 1903. Bruun kunne påvise, at der var nær overensstemmelse mellem byggemåden i nordbobygderne i Grønland og i gamle bygder på Island. Bruuns resultater blev publiceret videnskabeligt i ”Meddelelser om Grønland” samt i Geografisk Tidsskrift medens mere populærvidenskabelige beskrivelser kom i bøgerne Mellem Fangere og Jægere (1897) og Erik den Røde og Nordbokolonierne i Grønland (1915).

## Opdagelsesrejsende
Inspireret af sin tid med Fremmedlegionen i Algier rejste Bruun i 1893 til det sydlige Tunis for at studere det huleboende Matmata-folk der. Fra denne rejse hjembragte han en stor samling etnografica, som indgik i Nationalmuseets samlinger. Et resultat af rejsen blev desuden bogen Huleboerne i Syd-Tunis, Erindringer om et Besøg hos Kalifen i Matmata, som udkom i 1895. Bogen blev oversat til engelsk og tysk. Den engelske udgave er genudgivet så sent som i 2011 og findes om e-bog på internettet.
Også en periode som krigskorrespondent for Berlingske Tidende under den russisk-japanske krig i 1904 gav anledning til bøger og artikler om det fjerne østen.
Endelig foretog Bruun talrige rejser til Island, Færøerne og Norge hvor han foretog geografiske og etnografiske undersøgelser.

## Parisudstillingen 1900
Han var Danmarks kommissær og Nationalmuseets repræsentant i Paris under udstillingen der 1900, hvor han arrangerede en nordisk, kulturhistorisk, etnografisk Udstilling.

## Forfatterskab
Bruun var en overordentlig flittig skribent. Ud over bøger og artikler om de allerede nævnte emner har han skrevet værker om dansk og europæisk krigshistorie, om forskellige kulturhistoriske emner samt endelig fire bind erindringer. En samlet oversigt over hans litterære arbejder findes i hans sidste bind erindringer: Fra de sidste tredive Aar (1927). En oversigt over hans vigtigste udgivelser følger her.

## Værker
- Algier og Sahara. Billeder af Nomade- og Krigerlivet (1893)
- Huleboerne i Syd-Tunis. Erindringer fra et Ophold hos Kalifen af Matmata (1895)
- Afrika. Dets opdagelse, Erobring og Kolonisation, populært fremstillet I-II (1902)
- Det høje Nord. Færøernes, Islands og Grønlands Udforskning (1902)
- Med Russerne i Mandschuriet (1905)
- Krig gennem Aartusinder I-V (1908-11)
- Halvthundredeaars Mindeblade (Om krigen i 1864) (1913-14)
- Erik den Røde og Nordbokolonierne i Grønland (1915)
- Turistruter paa Færøerne I-II (1917-19)
- Danmarks Land og Folk I-V (1919-23)
- Turistruter paa Island I-V (1921-27)
- Slægts- og Barndomsminder fra Viborg Egnen (1925)
- Ungdomsfærd. Erindringer (1926)
- Manddomsaar. Erindringer (1926)
- Fra de sidste tredive Aar. Erindringer (1927)

### På internettet
- Daniel Bruun: "Den arkæologiske Expedition til Julianehaabs Distrikt 1894" i Geografisk Tidsskrift, Bind 13; 1895
- Daniel Bruun: "Gjennem affolkede Bygder paa Islands indre Højland" i Geografisk Tidsskrift, Bind 14; 1897
- Daniel Bruun: "Arkæologiske Undersøgelser paa Island" i Geografisk Tidsskrift, Bind 15; 1899
- Daniel Bruun: "Ved Vatna Jökulls Nordrand. Undersøgelser foretagne i Sommeren 1901 paa Islands Østland" i Geografisk Tidsskrift, Bind 16; 1901
- Daniel Bruun: "Sprengisandur og Egnene mellem Hofs- og Vatnajökull. Undersøgelser foretagne i Sommeren 1902" i Geografisk Tidsskrift, Bind 16; 1901
- Daniel Bruun: "Arkæologiske Undersøgelser i Godthaabs og Frederikshaabs Distrikter i Grønland" i Geografisk Tidsskrift, Bind 17; 1903
- Daniel Bruun: "Udgravninger paa Island" i Geografisk Tidsskrift, Bind 17; 1903
- Daniel Bruun: "Om Vestgrønlænderne" i Geografisk Tidsskrift, Bind 18; 1905
- Daniel Bruun: "Indtryk fra Japan under Krigen" i Geografisk Tidsskrift, Bind 18; 1905
- Daniel Bruun: "Islænderfærder til Hest over Vatna-Jökull i ældre Tider" i Geografisk Tidsskrift, Bind 22; 1913
- Daniel Bruun: "„Vatnajökulsvegur” samt Undersøgelser ved Vatna-Jökulls Nord- og Vestrand" i Geografisk Tidsskrift, Bind 28; 1925